# Hirtzfelden
Hirtzfelden (Hírzfàlde in dialetto alsaziano) è un comune francese di 1 313 abitanti situato nel dipartimento dell'Alto Reno nella regione del Grand Est.

## Società

### Evoluzione demografica
Abitanti censiti